# Haemulon chrysargyreum
Haemulon chrysargyreum – gatunek morskiej ryby promieniopłetwej z rodziny luszczowatych. 

## Występowanie
Wody wokół raf koralowych zachodniego Atlantyku .
Osiąga długość do 25 cm. Pożywienie stanowi zooplankton, bentosowe skorupiaki i mięczaki.